# 独石县
独石县，中国旧县名。
1913年由独石口厅改置，治所在今河北省沽源县独石口。1915年改名沽源县，迁治小河子。